# Bursjtyn
Bursjtyn (ukrainsk: Буршти́н, tr. Bursjtýn, ukrainsk udtale: [bʊrʃˈtɪn]  ( hør); polsk: Bursztyn; hebraisk: בורשטין) er en by i den vestlige del af Ukraine.
Bursjtyn er beliggende i Ivano-Frankivsk oblast, nord for Halych. Den er tilgængelig med jernbane. Bursjtyn er vært for administrationen af Bursjtyn urban hromada, en af hromadaerne i Ukraine. Byen har en befolkning på omkring 14.866 (2021).
Den udviklede sig hurtigt og voksede betydeligt i befolkningstal i løbet af Sovjetperioden. Administrativt er Bursjtyn en By af regional betydning
Byen, som var en af de jødiske shtetler, og hvis navn på ukrainsk og polsk bogstaveligt talt betyder rav, fik først bystatus i 1993. Der er en gammel romersk-katolsk kirke i byens centrum, som blev restaureret i begyndelsen af det 21. århundrede.
Et af dens vartegn er Burshtyn TES, kulfyret kraftværk, som ligger på et ca. 8 km langt og 2 km bredt reservoir. Der ligger et fiskeopdræt ved søen nær bydelen Bilshivtsi. Byen er kendt for sin fodboldklub Enerhetyk.

## Galleri
- Den gamle jødiske kirkegård i Bursjtyn
- Bursjtyn jernbanestation
- Katedralen i Bursjtyn